# Brdisko
Brdisko (775 m) – przełęcz w zachodniej części Niżnych Tatr na Słowacji w tzw. Grupie Salatynów.
Brdisko znajduje się pomiędzy szczytami Borovnisko (865 m) i Kutiny (893 m) w najbardziej na północny zachód wysuniętym grzbiecie Niżnych Tatr. Zachodnie stoki przełęczy opadają do doliny Revúcy i wcina się w nie sucha dolinka. Wschodnie stoki opadają do bezimiennej dolinki mającej wylot w Kotlinie Liptowskiej we wsi Ludrová. Zarówno rejon przełęczy, jak i jej stoki porasta las. Znajduje się poza granicami Parku Narodowego Niżne Tatry.

## Turystyka
Przez Brdisko prowadzi zielony szlak turystyczny. Odgałęzia się od niego również zielony, krótki szlak wyprowadzający na szczyt Borovnisko (powrót ze szczytu tą samą trasą).
  Biely potok (Rużomberk) – Brdisko. Odległość 1,8 km, suma podejść 270 m, czas przejścia 50 min (z powrotem 35 min)
  Brdisko – Borovnisko. Odległość 0,6 km, suma podejść 70 m, suma zejść 15 m, czas przejścia 15 min (z powrotem 10 min)
  Brdisko – Kutiny – Ostré – sedlo Teplice – Priehyba – Brankov – sedlo Jama – Veľký Brankov – Podsuchá. Odległość 9,8 km, suma podejść 730 m, suma zejść 955 m, czas przejścia 4,20 h (z powrotem 4,45 h)